# Cardiognosis
En teología cristiana, la cardiognosis (literalmente conocimiento del corazón) es un carisma especial que Dios confiere a algunos santos. En el ascetismo cristiano, el término "cardiognosis" también se refiere a los métodos ascéticos y a las técnicas de meditación que tienen el propósito de alcanzar un estado interno e íntimo de experiencia mística y, eventualmente, el carisma o el carácter de la cardiognosis misma.

## Cardiognosis como dote sobrenatural
Cardiognosis significa conocimiento del corazón en un sentido metafísico.
En Subida del Monte Carmelo de Juan de la Cruz es informativo. Véase II.26,13, y el capítulo 26 en general:
SII.26,14: es de saber que estos que tienen el espíritu purgado con mucha facilidad naturalmente pueden conocer, y unos más que otros, lo que hay en el corazón o espíritu interior, y las inclinaciones y talentos de las personas; y esto por indicios exteriores, aunque sean muy pequeños, como por palabras, movimientos y otras muestras. Porque, así como el demonio puede esto, porque es espíritu, así también lo puede el espiritual, según el dicho del Apóstol (1 Cor. 2, 15) que dice: Spiritualis autem iudicat omnia: El espiritual todas las cosas juzga. Y otra vez (1 Cor. 2, 10) dice: Spiritus enim omnia scrutatur, etiam profunda Dei: El espíritu todas las cosas penetra, hasta las cosas profundas de Dios. De donde, aunque naturalmente no pueden los espirituales conocer los pensamientos o lo que hay en el interior, por ilustración sobrenatural o por indicios bien lo pueden entender. Y aunque en el conocimiento por indicios muchas veces se pueden engañar, las más veces aciertan. Más ni de lo uno ni de lo otro hay que fiarse, porque el demonio se entremete aquí grandemente y con mucha sutileza, como luego diremos; y así siempre se han de renunciar las tales inteligencias (y noticias).
El dote o don sobrenatural de la Cardiognosis guía al santo, quien lo recibe, para establecer en su corazón un diálogo interior y un conocimiento integral e interno de Dios. Esta experiencia mística es a menudo descrita por los santos cristianos como el percibir de la Luz Inherente de Cristo.

## Cardiognosis como método ascético
El término Cardiognosis es a veces usado para indicar los diferentes métodos ascéticos y de meditación que forman parte de esta sabiduría del corazón. En la Biblia, el don de la Cardiognosis es referido en el discurso en la montaña (Mateo, 5:8) Benditos son los puros de corazón; por ellos mismos verán a Dios.
En la tradición hesicasta, la Cardiognosis es tratada en la mayoría de textos del Filocalia (Griego clásico. φιλοκάλειν El amar la Belleza) como una continua plegaria a Dios. La misma experiencia es descrita en otro texto más breve llamado El camino del peregrino en el que un viajero ruso aprende a rezar continuamente repitiendo el nombre de Jesús.

## Cardiognosis en las corrientes contemporáneas de pensamiento esotérico
La práctica de la Cardiognosis ha sido reavivada por Tomasso Palamidessi (fundador de la Sociedad Arqueosófica). Combinando la tradición hesicasta y la teología cristiana junto con las técnicas del yoga y la meditación oriundas del este, Tomasso desarrolló una nueva manera de practicar la, valga la redundancia, práctica de la Cardiognosis. Esta técnica de meditación es profundamente tratada en su ensayo La Ascesis Mística y la meditación sobre el corazón. De acuerdo con las enseñanzas arqueosóficas, la cardiognosis es un método que consigue iluminar la inteligencia del experimentador en cuestión por la inteligencia de Cristo en el corazón. Esta técnica, según Palamidessi, puede brindar a quien experimenta la visión de la Luz Inherente de Cristo y constituye un camino ligero y seguro de despertar el Kundalini.